# Église Sainte-Marie des Abeilles
Pour les articles homonymes, voir église Sainte-Marie.
L'église Sainte-Marie des Abeilles est une église romane ruinée située au hameau Les Abeilles à Banyuls-sur-Mer, dans le département français des Pyrénées-Orientales.

## Toponymie
L'église est citée pour la première fois en 1248, sous le nom de Santa Maria de ses Abeylles. Elle est citée en 1372, comme église paroissiale, sous le nom parrochia de Apibus (la paroisse aux abeilles),. Son nom catalan est Mare de Déu de les Abelles.